# Pigdebatten

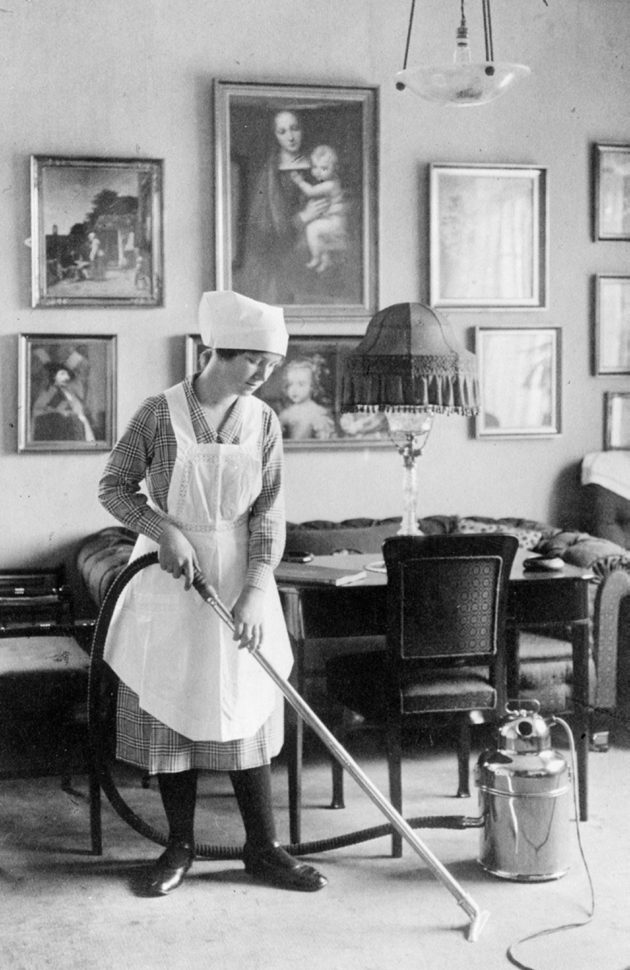
Vissa gjorde i samband med debatten associationer till äldre tiders husliga anställningar.

Pigdebatten är en benämning på en svensk politisk debatt, som inleddes på 1990-talet om skatteavdrag för hushållsnära tjänster. Sedan 2000-talet har regler för sådana tjänster reformerats.

## Etymologi
Namnet "pigdebatten" togs från begreppet piga, som fram till ungefär 1919 var en vanlig benämning på unga kvinnor anställda för att utföra husligt arbete i privathem, ofta i överklass och övre medelklass. Därefter ersattes begreppet med termer som barnflicka och hembiträde, men pigbegreppet levde kvar som benämning på tjänsteflickor på landsbygden. Termen "piga" användes främst av förslagets motståndare på grund av ordets negativa klang och yrkets historiskt jämförelsevis låga status.

## Historik
Debatten initierades av nationalekonomen Anne-Marie Pålsson vid ett socialdemokratiskt seminarium i Almedalen 1993 och följdes året därpå av boken Finns det en marknad för hemarbete? som Pålsson publicerade tillsammans med nationalekonomen Erik Norrman.
Framför allt borgerliga politiker var positiva till avdrag för hushållsnära tjänster och menade att det skulle minska svartarbete och bidra till ökad sysselsättning. Många från vänsterhåll förhöll sig däremot mer negativt och menade att det skulle öka klasskillnaderna samt drog paralleller till tiden före 1970-talet, då det var relativt vanligt att kvinnor var anställda i husligt arbete i Sverige och man jämförde med deras förhållanden. Därefter har debatten ibland återingen blossat upp, framför allt i samband med riksdagsval i Sverige.
Skatteavdrag, så kallat RUT-avdrag, för hushållsnära tjänster infördes i Sverige den 1 juli 2007, under den borgerliga regeringen Reinfeldt.